# Plectris minuta
Plectris minuta är en skalbaggsart som beskrevs av Moser 1920. Plectris minuta ingår i släktet Plectris och familjen Melolonthidae. Inga underarter finns listade i Catalogue of Life.